# Atròfia muscular espinal
L'atròfia muscular espinal (AME) és un trastorn neuromuscular rar que provoca la pèrdua de neurones motores i una pèrdua muscular progressiva. Normalment es diagnostica a la infància o a la primera infància i, si no es tracta, és la causa genètica més comuna de mort infantil. També pot aparèixer més tard en la vida i després tenir un curs més lleu de la malaltia. La característica comuna és la debilitat progressiva dels músculs voluntaris, i els primers afectats són els del braç, la cama i els músculs de la respiració. Els problemes associats poden incloure un mal control del cap, dificultats per empassar, escoliosi i contractures articulars.
L'edat d'aparició i la gravetat dels símptomes constitueixen la base de la classificació tradicional de l'atròfia muscular espinal en diversos tipus.
L'atròfia muscular espinal es deu a una anomalia (una mutació) en el gen SMN1 que codifica la supervivència de la motoneurona (SMN), una proteïna necessària per a la supervivència de les neurones motores. La pèrdua d'aquestes neurones a la medul·la espinal impedeix la senyalització entre el cervell i el múscul esquelètic. Un altre gen, l'SMN2, es considera un gen modificador de la malaltia, ja que normalment com més còpies hi hagi de l'SMN2, més lleu serà el curs de la malaltia. El diagnòstic d'AME es basa en els símptomes i es confirma mitjançant proves genètiques
Normalment, la mutació del gen SMN1 s'hereta d'ambdós pares de manera autosòmica recessiva, tot i que en al voltant del 2% dels casos es produeix durant el desenvolupament prenatal (de novo). La incidència de l'atròfia muscular espinal a tot el món varia d'aproximadament de l'1 de cada 4.000 naixements a l'1 de cada 16.000 naixements, al voltant d'1 de cada 7.000 a Europa, i un 1 de cada 10.000 als EUA.
Els resultats en el curs natural de la malaltia varien des de la mort al cap de poques setmanes després del naixement en els casos més aguts fins a l'esperança de vida normal en les formes d'AME prolongada. La introducció de tractaments causals el 2016 ha millorat significativament els resultats. Els medicaments que es dirigeixen a la causa genètica de la malaltia inclouen nusinersen, risdiplam, i el medicament de teràpia gènica onasemnogene abeparvovec. L'atenció de suport inclou fisioteràpia, teràpia ocupacional, suport respiratori, suport nutricional, intervencions ortopèdiques i suport a la mobilitat.

## Classificació
L'AME 5q és una sola malaltia que es manifesta en un ampli rang de gravetat, afectant des dels nadons fins als adults. Abans que es comprengués la seva genètica, es pensava que les seves manifestacions variables eren malalties diferents: la "malaltia de Werdnig-Hoffmann" quan afectava els nens petits i la "malaltia de Kugelberg-Welander" per als casos d'aparició tardana.
El 1990, es va adonar que aquestes malalties separades formaven un espectre del mateix trastorn. L'atròfia muscular espinal es va classificar en 3-5 tipus clínics segons l'edat d'aparició dels símptomes o la funció motora màxima assolida. Actualment, el consens és que el fenotip de l'atròfia muscular espinal abasta un continu de símptomes sense una delimitació clara dels subtipus. Tanmateix, la classificació tradicional, descrita a la taula següent, encara s'utilitza avui dia tant en la investigació clínica com, de vegades, de manera controvertida, com a criteri d'accés a les teràpies.
- Tipus I, el més greu els nadons poden tenir problemes per aguantar el cap i de mobilitat i generalment moren entre els 2 i els 6 anys per problemes respiratoris.
- Tipus II s'observa en infants de 7 a 18 mesos, tenen debilitat muscular generalitzada i els cal aparells ortopèdics. L'expectativa de vida és de 20 a 30 anys. (
- Tipus III afecta a infants més grans de 18 mesos amb debilitament muscular lleu, viuen fins avançada l'edat adulta.
- Tipus IV Aquesta forma afecta els adults d'entre 30 i 40 anys i porta a una discapacitat per a caminar.

## Signes i ímptomes
L'atròfia muscular espinal acostuma a ser difícil de diagnosticar, ja que els símptomes poden ser semblants als d'altres quadres clínics o problemes mèdics. Cada infant pot experimentar els símptomes de manera diferent. Hi ha 4 tipus d'atròfia muscular:

## Tractament
Els individus afectats poden viure més temps i en millors condicions de vida amb tecnologia d'assistència medica com ventiladors, cadires de rodes autònomes i accessos modificats per ordinadors.
Els tractaments experimentals inclouen la manipulació genètica i nous medicaments.